# Kwicky Koala
Kwicky Koala (The Kwicky Koala Show) est une série télévisée d'animation américaine en seize épisodes d'environ 30 minutes produite par Hanna-Barbera et diffusée du 12 septembre au 26 décembre 1981 sur le réseau CBS. Elle combine quatre segments : Kwicky Koala, The Bungle Brothers, Crazy Claws et Dirty Dawg.
En France, elle a été diffusée en 1983 sur TF1 dans l'émission Destination Noël, puis rediffusée en 1984 dans l’émission Vitamine sur TF1. Et en 1992 dans Hanna-Barbera dingue dong sur Antenne 2.

## Commentaire
Kwicky Koala se distingue par le fait qu'il est l'une des dernières œuvres de Tex Avery : celui-ci décède en 1980 au cours de la production de ce dessin animé, qui sera diffusé par CBS pendant une seule saison. Étant produite en Australie, la chaîne Cartoon Network et, ultérieurement, Boomerang, diffusent le dessin animé en PAL au lieu de NTSC.